# Medinilla lanceolata
Medinilla lanceolata är en tvåhjärtbladig växtart som beskrevs av John Gilbert Baker. Medinilla lanceolata ingår i släktet Medinilla och familjen Melastomataceae.
Artens utbredningsområde är Madagaskar. Inga underarter finns listade i Catalogue of Life.